# ウード1世 (ブロワ伯)
ウード1世（フランス語：Eudes Ier, 950年ごろ - 996年3月12日）は、ブロワ伯、シャルトル伯、ランス伯、プロヴァン伯、シャトーダン伯およびオモワ伯。ブロワ伯ティボー1世と、ヴェルマンドワ伯エルベール2世の娘リューガルドの間の息子。西フランク王ロテールより宮中伯の位を与えられた。

## 生涯
母の実家ヴェルマンドワ伯同様、ウードはカロリング家に忠実でカペー家と対立した。父ティボー1世とランス大司教オデルリックの間のクシーの城をめぐる争いの後、ウード1世はこの城を与えられた。
970年代に、ブルターニュの支配をめぐる争いにおいて、ウード1世はレンヌ伯領を支配下に置き、ブルターニュ公コナン1世は領内におけるウード1世の一族の権利を認めた。977年ごろに父が死去し、ウード1世は父が保持していた伯領を継承した。
987年、ウード1世はロレーヌ公シャルルを支持しユーグ・カペーと対立した。991年6月、ウード1世はムランを手に入れた。しかしユーグ・カペー、ヴァンドーム伯ブシャール1世、ノルマンディー公リシャール1世およびアンジュー伯フルク・ネラが結集し、同年末にウード1世よりムランを取り戻した。
995年ごろ、ウード1世はすでにブルターニュ公ジョフロワ1世と対立していたアンジュー伯フルク・ネラとの戦いを開始した。ウード1世は義兄弟のアキテーヌ公ギヨーム4世およびフランドル伯ボードゥアン4世と同盟を結んだ。ノルマンディー公リシャール1世はかつてフルク・ネラと対立していたにもかかわらず、フルク・ネラ側についた。995年から996年にかけての冬にウード1世らはランジェを包囲したが、ウード1世が病にかかり、トゥールのマルムティエ修道院へと運ばれたが、996年3月12日に修道院で死去した。

## 結婚と子女
ウードは983年ごろ、ブルグント王コンラートとマティルド・ド・フランスの娘ベルト・ド・ブルゴーニュと結婚し、以下の子女をもうけた。
- ロベール（980年から996年の間に死去）
- ティボー2世（985年頃 - 1004年）[7] - ブロワ伯
- ウード2世（990年頃 - 1037年）[8] - ブロワ伯
- ティエリー（? - 996年）
- アニェス - ジョフロワ2世・ド・トゥアールと結婚[9]
- ロジェ（? - 1022年）